# Fritz Rohde
Fritz Heinrich Ferdinand Rohde (* 22. September 1885 in Karalene, Kreis Insterburg; † 1. Januar 1962 in Marburg a. d. Lahn) war ein deutscher Bibliothekar, Germanist und evangelischer Theologe.

## Wirken
Fritz Rohde wurde als Sohn von Wilhelm Rohde, seinerzeit kgl. Seminardirektor und ab 1891 Leiter des Kgl. Waisenhauses in Königsberg, und seiner Ehefrau Eusebia, geb. Hennig geboren. Nach dem Abschluss seiner Reifeprüfung am Collegium Fridericianum studierte er evangelische Theologie und Germanistik an den Universitäten Tübingen, Berlin und Königsberg. Nach dem Bestehen des Examens pro facultate docendi (Vorläufer des heutigen Staatsexamens) am 28. Juli 1909 leistete er 1909/10 seinen Wehrdienst im 2. Ostpreußischen Feld-Artillerie-Regiment Nr. 52. 1911 promovierte Rohde mit der Arbeit Ein mnd. gedicht über die kreuzigung, das begräbnis und die auferstehung Christi aus der Königsberger hs. nr. 905 (Referent: Rudolf Meißner) an der Universität Königsberg. Im gleichen Jahr trat er als Voluntär an der Staats- und Universitätsbibliothek Königsberg in den höheren Bibliotheksdienst ein. 1912 wechselte er an die Staats- und Universitätsbibliothek Göttingen, 1917 an die Bibliothek der Friedrich-Wilhelms-Universität zu Berlin. Im Jahre 1926 wurde er Direktor der Universitätsbibliothek Marburg und hatte dieses Amt – unterbrochen durch Kriegsdienste im Ersten und Zweiten Weltkrieg (als Reserveoffizier vom 1. Oktober 1940 bis zum 9. Januar 1944) – bis zum 30. September 1950 inne. Als Nichtmitglied der NSDAP blieb er zusammen mit Georg Leyh, dem Direktor der Universitätsbibliothek Tübingen, als einziger Direktor preußischer Bibliotheken und ihrer Nachfolgeinstitutionen nach beiden Weltkriegen im Amt. Als Direktor sorgte Rohde u. a. für die Anlage eines neuen alphabetischen Katalogs und für die Einbeziehung seiner Bibliothek in das kulturelle Leben der Stadt Marburg a. d. Lahn. Nach seiner Pensionierung wurde Wolf Haenisch neuer Direktor.

## Schriften (Auswahl)
- Ein mnd. gedicht über die kreuzigung, das begräbnis und die auferstehung Christi aus der Königsberger hs. nr. 905. Hartung, Königsberg 1911 (uni-koeln.de – Dissertation, Universität Königsberg).
- 2. Ostpreussisches Feldartillerie-Regiment Nr. 52. Nach amtlichen Kriegstagebüchern und einigen Aufzeichnungen von Kriegsteilnehmern (= Erinnerungsblätter deutscher Regimenter, Reihe 1, H. 214). Stalling, Oldenburg i.O. 1928, DNB 362178798.
- Verzeichnis der Bibliothekare an der Universitäts-Bibliothek in Marburg. In: Gustav Abb (Hrsg.): Von Büchern und Bibliotheken. Dem ersten Direktor der Preußischen Staatsbibliothek Geheimen Regierungsrat Dr. phil. Ernst Kuhnert als Abschiedsgabe dargebracht von seinen Freunden und Mitarbeitern. Struppe & Winckler, Berlin 1928, S. 294–303.
- Johannes Roediger †. In: Zentralblatt für Bibliothekswesen, Jg. 48, 1931, S. 571–574.
- zusammen mit Otto Schroeder: Niederrheinische Fibel. Bagel, Düsseldorf 1935.
- Die Universitäts-Bibliothek zu Marburg-Lahn 1887–1937. Euker, Marburg 1937.